# Deadliest Catch: Sea of Chaos
Deadliest Catch: Sea of Chaos  è un videogioco di pesca ispirato alla trasmissione televisiva Deadliest Catch. Il videogioco è stato sviluppato dalla Crave Entertainment e pubblicato dalla 505 Games il 29 novembre 2010 in America Settentrionale ed il 15 aprile 2012 in Europa.